# VV RUC
VV RUC (Voetbalvereniging Raven USCL Combinatie) was een Nederlandse amateurvoetbalvereniging uit Utrecht, opgericht in 1940.
Thuishaven was het Sportpark Lunetten in de gelijknamige wijk..

## Geschiedenis
VV RUC ontstond nadat twee clubs in de Tweede Wereldoorlog niet genoeg leden hadden om een zelfstandige vereniging op te zetten. De twee clubs "A&vv Tierde Raven" en "USCL" (Utrechtse Sport Club Lunetten) besloten de handen ineen te slaan. Voetbal Vereniging Raven USCL Combinatie (kortweg: vv RUC) zag eind 1940 het levenslicht.
De eerste wedstrijden werden gespeeld op het veld van Tierde Raven, achter de draadfabriek van Neerlandia. RUC bleek een succes. In 1943 en 1947 kon de kampioensvlag worden gehesen in de vierde klasse (zondag) van de KNVB, dit laatste jaar werd er ook gepromoveerd naar de derde klasse, waar twee seizoen werd door gebracht.
In die tijd moest RUC ook met regelmaat verhuizen van speellocatie: het ontstaan en ondergang van Profclub Utrecht, en de uitbreiding van oliemaatschappij Shell hielpen de Utrechtse club allemaal niet. Maar na vele, al dan niet succesvolle omzwervingen kwam RUC in 1980 terecht op een sportcomplex in Lunetten.
Vanaf 2010 ging het niet goed met Utrechtse voetbalclub. Schulden bij de gemeente en regelmatige opstootjes zorgden ervoor dat de club in 2013 officieel is opgeheven. Op de Algemene Ledenvergadering heeft voetbalclub "VV RUC" het besluit genomen om de club te ontbinden. Het voormalige clubhuis werd daarna lange tijd door krakers bezet. In 2015 is deze platgegaan.

## Standaardelftallen

### Zaterdag

#### Competitieresultaten 1997–2006
| 10 7B |

| 5 7B |

|  |

| 12 6A |

| 3 6A |

| 2 5D |

| 9 5E |

| 2 5D |

| 10 4H |

| 12 4H |

| Vierde klasse | Vijfde klasse  |
| Zesde klasse  | Zevende klasse |

### Zondag
Het eerste elftal speelde laatstelijk in het seizoen 2012/13 in de Vijfde klasse.

#### Ereijst
kampioen Vierde klasse: 1943, 1947
kampioen Zesde klasse: 2003, 2008

#### Competitieresultaten 1942–2011
| 1 4M |

| 2 4M |

|  |

| 3 4M |

| 1 4L |

| 10 3F |

| 9 3E |

| 9 4L |

|  |

|  |

|  |

| 4 6B |

|  |

|  |

| 6 5B |

| 12 5B |

|  |

| 1 6E |

| 10 5H |

| 12 5H |

|  |

| 7 6D |

| 1 6D |

| 9 5G |

| 5 5G |

| 10 4F |

| Derde klasse  | Vierde klasse |
| Vijfde klasse | Zesde klasse  |

## Bekende (oud-)spelers
- John Achterberg
- Gert Bals
- Bart Boonstra
- Joop van Maurik
- Erik van der Meer
- Piet Schrijvers
- Ferdi Vierklau
- Jordy Zuidam

VVU Ardahanspor · DESTO · Domstad Majella · DVSU · UCS EDO · USV Elinkwijk · Eminent Boys · Faja Lobi KDS · USV Hercules · SV HMS · Hyenas FC · SV Kampong · VV Kismet · VV De Meern · SV Nieuw Utrecht · VV Odin · Odysseus '91 · SV Overvecht/De Dreef  · ksv PVC · PVCV Vleuten · SV Rivierwijkers · Sporting '70 · VV Sterrenwijk · FC Utrecht · SV Utrecht United · UVV · SV Vechtzoom · VV Voorwaarts · VSC · VVJ · Zwaluwen Utrecht 1911